# FIA GT Championship 2000
Czwarty sezon FIA GT Championship rozpoczął się 26 marca na torze Circuit de Valencia, a zakończył się 22 października na torze Circuit de Nevers Magny-Cours. Tytuł w klasie GT zdobył zespół Lister Storm Racing, a w klasie N-GT tytuł zdobył zespół Larbre Compétition Chéreau.

## Kalendarz wyścigowy i zwycięzcy
| Runda | Tor         | Data            | Zwycięzca (zespół GT)               | Zwycięzca (zespół N-GT)              | Wyniki  |
| Runda | Tor         | Data            | Zwycięzca (zespół GT)               | Zwycięzcy (N-GT)                     | Wyniki  |
| ----- | ----------- | --------------- | ----------------------------------- | ------------------------------------ | ------- |
| 1     | Valencia    | 26 marca        | Lister Storm Racing                 | Larbre Compétition                   | Wyniki  |
| 1     | Valencia    | 26 marca        | Julian Bailey Jamie Campbell-Walter | Patrice Goueslard Christophe Bouchut | Wyniki  |
| 2     | Estoril     | 2 kwietnia      | Lister Storm Racing                 | Larbre Compétition                   | Wyniki  |
| 2     | Estoril     | 2 kwietnia      | Julian Bailey Jamie Campbell-Walter | Patrice Goueslard Christophe Bouchut | Wyniki  |
| 3     | Monza       | 16 kwietnia     | Carsport Holland                    | Pennzoil G-Force                     | Wyniki  |
| 3     | Monza       | 16 kwietnia     | Mike Hezemans David Hart            | Michel Neugarten Nigel Smith         | Wyniki  |
| 4     | Silverstone | 14 maja         | Lister Storm Racing                 | Larbre Compétition                   | Results |
| 4     | Silverstone | 14 maja         | Julian Bailey Jamie Campbell-Walter | Patrice Goueslard Christophe Bouchut | Results |
| 5     | Hungaroring | 2 lipca         | Paul Belmondo Racing                | Larbre Compétition                   | Results |
| 5     | Hungaroring | 2 lipca         | Boris Derichebourg Vincent Vosse    | Patrice Goueslard Christophe Bouchut | Results |
| 6     | Zolder      | 23 lipca        | Lister Storm Racing                 | RWS Red Bull Racing                  | Wyniki  |
| 6     | Zolder      | 23 lipca        | Julian Bailey Jamie Campbell-Walter | Luca Riccitelli Hans Willems         | Wyniki  |
| 7     | A1-Ring     | 6 sierpnia      | Carsport Holland                    | ART Engineering                      | Wyniki  |
| 7     | A1-Ring     | 6 sierpnia      | Mike Hezemans Tom Coronel           | Fabio Macini Giovanni Luca Colloni   | Wyniki  |
| 8     | Lausitzring | 2 września      | Freisinger Motorsport               | RWS Red Bull Racing                  | Results |
| 8     | Lausitzring | 2 września      | Wolfgang Kaufmann Hubert Haupt      | Luca Riccitelli Dieter Quester       | Results |
| 9     | Brno        | 17 września     | Carsport Holland                    | Larbre Compétition                   | Results |
| 9     | Brno        | 17 września     | Mike Hezemans David Hart            | Patrice Goueslard Christophe Bouchut | Results |
| 10    | Magny-Cours | 22 października | Lister Storm Racing                 | Larbre Compétition                   | Wyniki  |
| 10    | Magny-Cours | 22 października | Julian Bailey Jamie Campbell-Walter | Patrice Goueslard Christophe Bouchut | Wyniki  |

## Klasyfikacje generalne
| Legenda oznaczeń w tabelach wyników Wyświetl szablon na nowej stronie | Legenda oznaczeń w tabelach wyników Wyświetl szablon na nowej stronie                                                                     |
| Oznaczenie                                                            | Wyjaśnienie |
| --------------------------------------------------------------------- | --- |
| Złoty                                                                 | Zwycięzca lub mistrzostwo |
| Srebrny                                                               | 2. miejsce lub wicemistrzostwo |
| Brązowy                                                               | 3. miejsce lub II wicemistrzostwo |
| Zielony                                                               | Ukończył, punktował (w klasyfikacji generalnej, gdy zdobył co najmniej jeden punkt na przestrzeni sezonu, poza trzema powyższymi opcjami) |
| Niebieski                                                             | Ukończył, nie punktował (w klasyfikacji generalnej, gdy nie zdobył co najmniej jednego punktu na przestrzeni sezonu)                      |
| Czerwony                                                              | Nie zakwalifikował się (NZ) |
| Czerwony                                                              | Nie prekwalifikował się (NPK) |
| Różowy                                                                | Nie ukończył (NU) |
| Różowy                                                                | Niesklasyfikowany (NS) (w klasyfikacji generalnej, gdy nie został sklasyfikowany w żadnym wyścigu sezonu)                                 |
| Czarny                                                                | Zdyskwalifikowany (DK) |
| Czarny                                                                | Wykluczony (WYK/EX) |
| Biały                                                                 | Nie wystartował (NW) |
| Biały                                                                 | Kontuzjowany (K/INJ) |
| Biały                                                                 | Wyścig odwołany (OD/C) |
| Bez koloru                                                            | Został wycofany (WYC/WD) |
| Bez koloru                                                            | Nie przybył (NP/DNA) |
| Bez koloru                                                            | Nie brał udziału w treningach (NT/DNP) |
| Bez koloru                                                            | Nie został zgłoszony (–) |
| Pogrubienie                                                           | Start z pole position |
| Kursywa                                                               | Najszybsze okrążenie wyścigu |
| †                                                                     | Nie ukończył, ale jego rezultat został zaliczony ze względu na przejechanie więcej niż 90% dystansu wyścigu.                              |
| *                                                                     | Sezon w trakcie |
| 1/2/3                                                                 | Punktowana pozycja w sprincie kwalifikacyjnym                                                                                             |
| Lista systemów punktacji Formuły 1                                    | |

### GT Zespoły
| Pozycja | Zespół                      | VAL | EST | MON | SIL | HUN | ZOL | A1R | LAU | MAS | MAG | Suma |
| ------- | --------------------------- | --- | --- | --- | --- | --- | --- | --- | --- | --- | --- | ---- |
| 1       | Lister Storm Racing         | 10  | 5   | 4   | 10  | 6   | 10  |     | 5   | 10  | 12  | 72   |
| 2       | Paul Belmondo Racing        | 10  | 5   |     | 4   | 10  | 10  | 9   | 6   | 4   | 4   | 62   |
| 3       | Carsport Holland            | 3   | 1.5 | 10  | 6   | 1   |     | 10  | 3   | 10  | 6   | 50.5 |
| 4       | Freisinger Motorsport       | 2   |     | 6   |     | 3   | 4   | 4   | 10  | 2   | 1   | 32   |
| 5       | Chamberlain Motorsport      | 1   | 1   | 3   | 3   | 4   |     |     |     |     |     | 12   |
| 6=      | Paul Belmondo Competition   |     |     | 1   | 2   |     |     |     |     |     | 3   | 6    |
| 6=      | Konrad Motorsport           |     |     |     |     | 2   |     | 2   | 2   |     |     | 6    |
| 8       | Marcos Racing International |     | 0.5 |     |     |     | 2   |     |     |     |     | 2.5  |
| 9       | Team ART                    |     |     | 2   |     |     |     |     |     |     |     | 2    |
| 10      | Wieth Racing                |     |     |     |     |     |     | 1   |     |     |     | 1    |

### N-GT Zespoły
| Pozycja | Zespół                        | VAL | EST | MON | SIL | HUN | ZOL | A1R | LAU | MAS | MAG | Suma |
| ------- | ----------------------------- | --- | --- | --- | --- | --- | --- | --- | --- | --- | --- | ---- |
| 1=      | Larbre Compétition Chéreau    | 13  | 5   | 6   | 12  | 10  | 8   | 4   | 7   | 14  | 10  | 89   |
| 2       | RWS Red Bull Racing           | 2   | 3   |     | 6   | 3   | 10  | 4   | 12  | 9   | 8   | 57   |
| 3       | Pennzoil Quaker State G-Force | 6   | 3   | 10  | 7   | 10  | 7   |     | 4   |     | 4   | 51   |
| 4       | EMKA GTC                      | 4   | 1.5 | 6   |     | 2   |     | 6   | 3   |     |     | 22.5 |
| 5       | ART Engineering               |     |     | 3   | 1   |     |     | 10  |     | 1   |     | 15   |
| 6       | MAC Racing                    |     | 0.5 | 1   |     | 1   | 1   | 2   |     |     |     | 5.5  |
| 7       | Perspective Racing            | 1   |     |     |     |     |     |     |     |     | 3   | 4    |
| 8       | Haberthur Racing              |     |     |     |     |     |     |     |     | 2   | 1   | 3    |